# Legerkorps

Grafische voorstelling van een legerkorps op een militaire kaart volgens de NAVO-conventie

Het legerkorps is in de militaire organisatie het onderdeel waarin divisies (of soms brigades) worden georganiseerd. Een legerkorps bestaat uit twee à vijf divisies, aangevuld met legerkorpstroepen, waaronder de staf, artillerie-, verbindings- en verkenningseenheden, maar ook tank- en infanteriebataljons. De legerkorpstroepen staan rechtstreeks onder bevel van de korpscommandant (doorgaans een luitenant-generaal: 3-sterrenrang, of soms ook een generaal-majoor: 2-sterrenrang) en kunnen naar diens inzicht worden ingezet ter (tijdelijke) versterking van de divisies van het legerkorps. Twee of meer legerkorpsen vormen samen een leger en twee of meer legers een legergroep.
Tot aan de Tweede Wereldoorlog kende Nederland het zogenaamde Veldleger. Dat was in principe bestemd voor mobiele oorlogvoering, dit in tegenstelling tot de troepen die de vestingen en linies bemanden in het kader van de statische verdediging. In 1940 bestond het Veldleger organiek uit vier legerkorpsen en een aantal kleinere formaties.
Na de Tweede Wereldoorlog tot medio jaren 1990 kende de Koninklijke Landmacht één legerkorps (1e Legerkorps) van drie divisies (1e, 4e en 5e) en legerkorpstroepen. Na de val van het IJzeren Gordijn is dat opgeheven. Sindsdien wordt samen met Duitsland één legerkorps georganiseerd: het Eerste Duits-Nederlandse Legerkorps, dat als stafelement dienst kan doen om grote operaties te leiden. Zo heeft de staf van 1 NL/GE Corps de operatie in Afghanistan enige tijd geleid.

## Korps
Naast het legerkorps, dat een sterkte heeft van enige tienduizenden militairen, heeft het begrip 'korps' in de militaire organisatie nog een andere betekenis. Zo kent de Nederlandse krijgsmacht het Korps Mariniers en het Korps Commandotroepen, ter sterkte van ongeveer een brigade, respectievelijk een bataljon, en dit is dus veel kleiner dan een legerkorps. Dergelijke onderdelen onderscheiden zich door speciale taken binnen een bestaande organisatie. Zo kent de Artillerie het Korps Rijdende Artillerie, het Korps Veldartillerie en het Korps Luchtdoelartillerie.